# Cung điện Scheffler

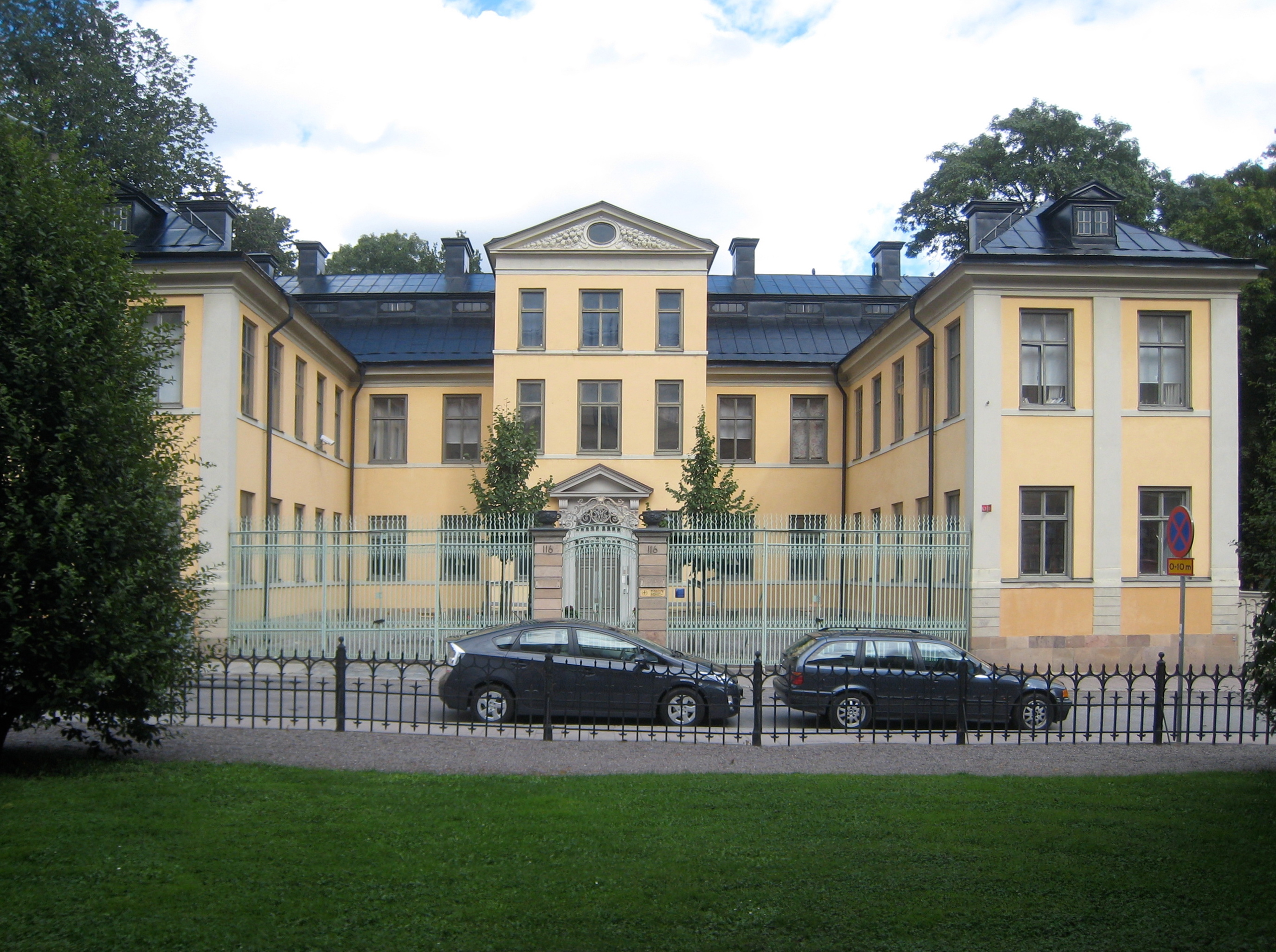
Cung điện Scheffler năm 2010

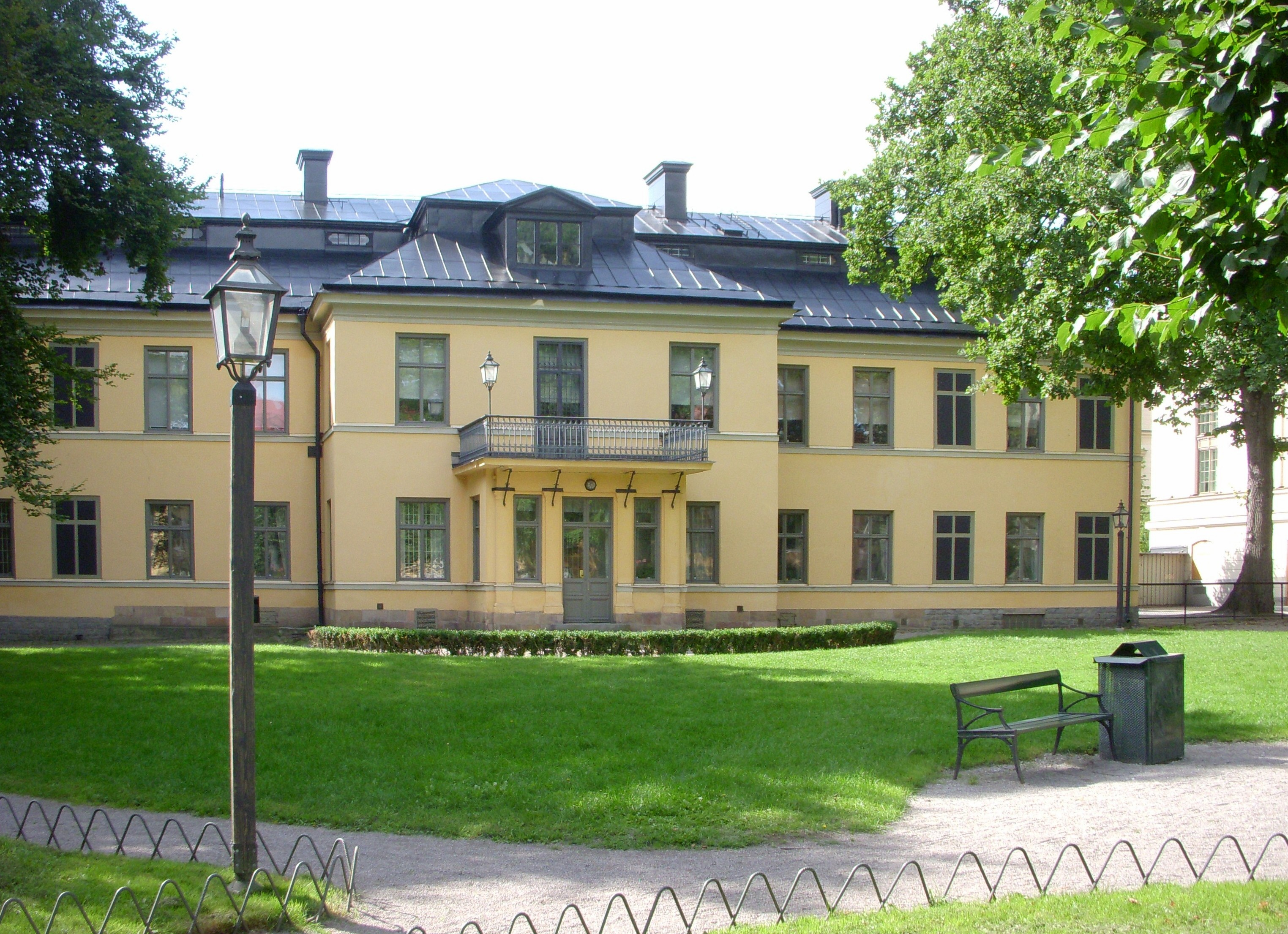
Cung điện Scheffler năm 2008

Cung điện Scheffler (tiếng Thụy Điển: Schefflerska palatset) là một dinh thự tọa lạc tại số 116 phố Drottninggatan thủ đô Stockholm, Thụy Điển.

## Lịch sử
Cung điện Scheffler được thương gia Hans Petter Scheffler (mất năm 1707) xây dựng vào thập niên 1690. Ông mua lại mảnh đất này vào năm 1697 và chuyển đến đó vào khoảng năm 1700. Trong những năm 1875–1876, một công trình cải tạo được thực hiện dưới sự chỉ đạo của kiến trúc sư Axel Kumlien (1833-1913). Địa điểm này vẫn là một dinh thự tư nhân xuyên suốt thế kỷ 18 và 19. Dinh thự còn kinh doanh cả quán cà phê mang tên Café Petissan vào những năm 1870–1907. Kể từ thập niên 1920, khu đất này thuộc sở hữu của Đại học Stockholm. Johan Adolf Berg (1827-1884) bắt đầu gầy dựng một công ty xây dựng dân dụng thành công, đã để lại cho bộ sưu tập của mình những tác phẩm nghệ thuật có niên đại khoảng 1500–1800 cũng như cái cốc Orrefors của Đại học Stockholm được đem ra trưng bày cho du khách tham quan tại Cung điện Scheffler.